# Titans (série de televisão)
Titans é uma série de televisão americana de super-herói criada por Akiva Goldsman, Geoff Johns e Greg Berlanti para a DC Universe. Baseado na equipe dos Novos Titãs, da DC Comics, a série mostra um grupo de jovens heróis que unem suas forças na luta contra o mal. Destacados como membros dos Titãs de mesmo nome estão Dick Grayson (Brenton Thwaites), Kory Anders (Anna Diop), Rachel Roth (Teagan Croft), Gar Logan (Ryan Potter), Jason Todd (Curran Walters), Dawn Granger (Minka Kelly), Hank Hall (Alan Ritchson), Donna Troy (Conor Leslie), Superboy (Joshua Orpin), Rose Wilson (Chelsea Zhang), e Tim Drake (Jay Lycurgo).
Uma série live-action baseada nos Novos Titãs entrou em desenvolvimento em setembro de 2014 para o canal a cabo TNT, com Goldsman e Marc Haimes escrevendo o episódio piloto. O piloto havia sido desenvolvido até dezembro de 2014, mas nunca chegou a ser realmente feito, com a TNT anunciando em janeiro de 2016 que não iriam mais seguir em frente com o projeto. Em abril de 2017, foi anunciado que a série estava sendo redesenhada para o novo serviço digital direto da DC Comics, com Goldsman, Johns e Berlanti conectados ao projeto. Brenton Thwaites foi escalado como Dick Grayson em setembro de 2017, e outros regulares da série foram escolhidos entre agosto e outubro de 2017.
Titans estreou em 12 de outubro de 2018. A primeira e a segunda temporadas foram lançadas no DC Universe nos Estados Unidos. A terceira e a quarta temporada foram lançadas na HBO Max dos EUA, estreando em 12 de agosto de 2021 e 3 de novembro de 2022, respectivamente. Internacionalmente a série foi lançada na Netflix.
Personagens apresentados em Titans também apareceriam na série Doom Patrol, embora essa seja ambientada em um universo diferente.
Em janeiro de 2023 a HBO Max anunciou o cancelamento da série após exibição de metade dos episódios da quarta temporada. Como os realizadores já esperavam pelo cancelamento devida à crise na Warner Bros Discovery, realizaram um final que pudesse servir como conclusivo.

## Premissa
Titans segue os jovens super-heróis da equipe de mesmo nome enquanto eles combatem o mal e outros perigos. Dissolvida quando a história começa, a série vê o retorno da equipe quando o original e os novos membros reformam os Titãs. Os Titãs lutam contra o crime em vários locais, incluindo Detroit e São Francisco.
Os primeiros membros da equipe a aparecer na série são o ex-parceiro vigilante de Batman, Dick Grayson, a extraterrestre Kory Anders, a empata Rachel Roth e o metamorfo Garfield "Gar" Logan. Dick é mais tarde revelado como um dos Titãs originais, ao lado da meia Amazona Donna Troy e da dupla de combate ao crime Dawn Granger e Hank Hall. Após a reforma dos Titãs, a equipe se juntou ao novo parceiro de Batman, Jason Todd, a assassina Rose Wilson e o clone genético Conner.
Na primeira temporada, Rachel vai até Dick para se proteger das forças perigosas que a perseguem, o que os leva a se encontrarem e se unirem a Kory e Gar. Os heróis eventualmente descobrem que Rachel está sendo alvo de seu pai demônio Trigon, que busca escravizar o mundo. A temporada também mostra os esforços de Dick para se distanciar de seu mentor e de sua persona de Robin, enquanto Kory luta contra um surto de amnésia que a deixa inconsciente de sua verdadeira identidade.
A segunda temporada se concentra na reforma oficial dos Titãs, com Dick liderando uma nova equipe composta por Rachel, Gar e Jason. O retorno dos Titãs, no entanto, leva ao ressurgimento do temido assassino Exterminador, cujo conflito anterior com a equipe original causou sua dissolução. Enquanto o Exterminador tenta eliminar os heróis, os Titãs originais são forçados a enfrentá-lo novamente, enquanto outras ameaças emergem dos Laboratórios Cadmus e da irmã de Kory, Estrela Negra.

## Elenco e personagens

Os Titãs como aparecem na primeira temporada (E–D): Gar (Ryan Potter), Rachel (Teagan Croft), Dick (Brenton Thwaites), e Kory (Anna Diop)

### Principal
| Atores             | Personagens                                       | Temporadas   | Temporadas   | Temporadas | Temporadas   |
| Atores             | Personagens                                       | 1ª           | 2ª           | 3ª         | 4ª           |
| ------------------ | ------------------------------------------------- | ------------ | ------------ | ---------- | ------------ |
| Brenton Thwaites   | Richard John "Dick" Grayson / Robin / Asa Noturna | Principal    | Principal    | Principal  | Principal    |
| Anna Diop          | Kory Anders / Koriand'r / Estelar                 | Principal    | Principal    | Principal  | Principal    |
| Teagan Croft       | Rachel Roth / Ravena                              | Principal    | Principal    | Principal  | Principal    |
| Ryan Potter        | Garfield "Gar" Logan / Mutano                     | Principal    | Principal    | Principal  | Principal    |
| Curran Walters     | Jason Todd / Robin / Capuz Vermelho               | Recorrente   | Principal    | Principal  | Participação |
| Minka Kelly        | Dawn Hall / Columba                               | Recorrente   | Principal    | Principal  | —            |
| Alan Ritchson      | Hank Hall / Rapina                                | Recorrente   | Principal    | Principal  | —            |
| Conor Leslie       | Donna Troy / Moça-Maravilha                       | Participação | Principal    | Principal  | —            |
| Joshua Orpin       | Sujeito 13 / Conner Kent / Superboy               | Stand-in     | Principal    | Principal  | Principal    |
| Esai Morales       | Slade Wilson / Exterminador                       | —            | Principal    | —          | —            |
| Chelsea Zhang      | Rose Wilson                                       | —            | Principal    | —          | —            |
| Damaris Lewis      | Estrela Negra                                     | —            | Participação | Principal  | —            |
| Savannah Welch     | Barbara Gordon                                    | —            | —            | Principal  | —            |
| Vincent Kartheiser | Dr. Jonathan Crane / Espantalho                   | —            | —            | Principal  | —            |
| Jay Lycurgo        | Tim Drake                                         | —            | —            | Recorrente | Principal    |
| Franka Potente     | May Bennet / Matriarca do Caos                    | —            | —            | —          | Principal    |
| Joseph Morgan      | Sebastian Sager / Irmão Sangue                    | —            | —            | —          | Principal    |

### Descrição dos Personagens
- Brenton Thwaites como Richard John "Dick" Grayson / Robin / Asa Noturna: O líder dos Titãs e ex-ajudante vigilante do Batman, buscando superar seu mentor e sua persona de Robin.[4][5][6] Membro da equipe original, ele forma novamente os Titãs enquanto assume a nova identidade de Asa Noturna. Vendo seu personagem como um "líder relutante", Thwaites disse que Dick está "tentando descobrir quem ele é ao mesmo tempo em que tenta manter a tripulação protegida e segura".[7] Tomaso Sanelli interpreta o jovem Dick Grayson.
- Anna Diop como Kory Anders / Estelar / Koriand'r: Uma extraterrestre real do planeta Tamaran que tem a capacidade de absorver e redirecionar a energia solar.[8] Enviada à Terra para assassinar Rachel, um surto de amnésia fez Kory esquecer sua missão e a envia-lá em uma jornada para descobrir quem ela realmente é. Diop comentou que a personagem tem "uma coisa" realmente inocente, ingênua, pura, divertida, curiosa ", que ela procurou trazer para seu retrato, e gostou de interpretar uma alienígena por causa de sua imigração do Senegal para os Estados Unidos em um início idade.[9]
- Teagan Croft como Rachel Roth / Ravena: Uma empática nascida de um pai demônio e uma mãe humana.[10][3] No início entendendo pouco de sua linhagem e habilidades, os poderes de Rachel a levaram a Dick e, posteriormente, se tornando um membro dos novos Titãs. Croft observou que a relação de Rachel com Dick é "mais parecida com uma relação pai-filha", uma vez que ambos "compartilham o mesmo sentimento de abandono".[11]
- Ryan Potter como Garfield "Gar" Logan / Mutano: Um metamorfo que pode se transformar em animais, principalmente um tigre, após receber uma droga que o curou de uma doença letal.[12] Gar viveu anteriormente com a Patrulha do Destino antes de se juntar à nova equipe de Titãs de Dick. Um fã do personagem desde que assistiu à série de animação Teen Titans, Potter descreveu Gar como trazendo "um calor ao show" através de "humor e momentos de alegria".[13]
- Curran Walters como Jason Todd / Robin / Capuz Vermelho (Temporadas 2 e 3: principal; 1ª temporada: recorrente; 4ª: convidado): o sucessor de Dick como ajudante vigilante de Batman, que é trazido para a nova equipe dos Titãs a pedido de Bruce Wayne.[14] De acordo com Walters, Jason tem um "lado divertido" e um "lado negro" e a transição entre os dois foi o aspecto mais desafiador de retratar o personagem.[15]
- Conor Leslie como Donna Troy / Moça-Maravilha (Temporadas 2 e 3: principal; 1ª temporada: convidada): Um membro adotivo das Amazonas compartilhando suas habilidades físicas aprimoradas. Anteriormente parceira da Mulher Maravilha, ela fez amizade com Dick desde cedo e estava na equipe original dos Titãs.[16] Leslie observou que Donna tem "uma amizade irmão-irmã" com Dick e os dois "se entendem de uma forma que ninguém mais fará".[17] Andi Hubick retrata Donna Troy como adolescente e Afrodite Drossos retrata Donna como uma criança.
- Minka Kelly como Dawn Hall / Columba (Temporadas 2 e 3: principal; 1ª temporada: recorrente): Uma vigilante que serve como contraparte tática para seu parceiro e namorado Hank.[18] Ela também foi membro da equipe original dos Titãs e anteriormente teve um relacionamento com Dick. Kelly descreveu o estilo de luta de Dawn como "mais como uma dança" devido à formação do personagem em balé, jiu-jitsu e ginástica, enquanto Hank "é um bruto e simplesmente explode as coisas".[19]
- Alan Ritchson como Hank Hall / Rapina (Temporadas 2 e 3: principal; 1ª temporada: recorrente): A metade agressiva de uma dupla de vigilantes composta por ele e sua namorada, Dawn.[20] Além de formar a equipe Rapina e Columba com seu meio-irmão Don, ele fazia parte dos Titãs originais. Inicialmente relutante em assumir o papel porque já havia retratado Aquaman na série Smallville, Ritchson disse que aceitou o papel depois de ouvir uma proposta do co-criador da série Geoff Johns.[21] Tait Blum retrata o jovem Hank.
- Esai Morales como Slade Wilson / Exterminador (2ª temporada): Um assassino biologicamente aprimorado e ex-operador da Força Delta que tem uma história com os Titãs originais.[22] Morales afirmou que o conflito do Exterminador contra os Titãs é "pessoal" para ele "porque você não mexe com a família de um homem".[23]
- Chelsea Zhang como Rose Wilson (2ª temporada): filha do Exterminador que compartilha seus reflexos aprimorados e cura regenerativa.[24][25]
- Joshua Orpin como Sujeito 13 / Conner Kent / Superboy (Temporadas 2-4: principal): Um clone genético do Superman e Lex Luthor, possuindo as habilidades e traços de personalidade de ambos. Criado nos Laboratórios Cadmus, ele entra em contato com os Titãs após escapar das instalações com Krypto.[26][27] Reconhecendo que estava fascinado pelo conflito interno de Conner, Orpin observou que "ele tem uma capacidade extraordinária para o bem e para o mal", onde "nada é preto e branco para ele e, no entanto, tudo é".[28] O personagem foi anteriormente retratado pelo dublê de corpo Brooker Muir na primeira temporada.
- Damaris Lewis como Estrela Negra (3ª temporada: principal; 2ª temporada: convidada): Realeza tamaraniana e irmã de Kory, compartilhando os mesmos poderes baseados no calor.[29][30]
- Jay Lycurgo como Tim Drake / Robin (4ª temporada: principal; 3ª temporada: recorrente): Residente de Gotham e grande fã de Batman e Robin. Deseja ser um herói como eles, e se junta ao Titãs no final na terceira temporada.
- Franka Potente como May Bennett / Matriarca do Caos (4ª temporada): Bruxa líder de um culto de sangue.
- Joseph Morgan como Sebastian Sanger / Irmão Sangue (4ª temporada): Um taxidermista com paixão por designer de jogos. Possui uma estranah conexão com o Templo de Azarath.

## Episódios
| Temporada | Temporada | Episódios | Episódios | Originalmente exibido | Originalmente exibido  |
| Temporada | Temporada | Episódios | Episódios | Estreia da temporada  | Final da temporada     |
| --------- | --------- | --------- | --------- | --------------------- | ---------------------- |
|           | 1         | 11        | 11        | 12 de outubro de 2018 | 21 de dezembro de 2018 |
|           | 2         | 13        | 13        | 6 de setembro de 2019 | 29 de novembro de 2019 |
|           | 3         | 13        | 13        | 12 de agosto de 2021  | 21 de outubro de 2021  |
|           | 4         | 12        | 6         | 3 de novembro de 2022 | 1 de dezembro de 2022  |
|           | 4         | 12        | 6         | 13 de abril de 2023   | 11 de maio de 2023     |

### 1.ª Temporada (2018)
| N.º na série | N.º na temp. | Título                                     | Dirigido por          | Escrito por                                                                                           | Lançamento             | Cód. de produção |
| ------------ | ------------ | ------------------------------------------ | --------------------- | --- | ---------------------- | ---------------- |
| 1            | 1            | "Titans" "(Titãs)" (BR)                    | Brad Anderson         | História por : Akiva Goldsman, Geoff Johns e Greg Berlanti Roteiro por : Akiva Goldsman & Geoff Johns | 12 de outubro de 2018  | T15.10146        |
| 2            | 2            | "Hawk and Dove" "(Rapina e Columba)" (BR)  | Brad Anderson         | Akiva Goldsman                                                                                        | 19 de outubro de 2018  | T13.20902        |
| 3            | 3            | "Origins" "(Origens)" (BR)                 | Kevin Rodney Sullivan | Richard Hatem, Geoff Johns, Marisha Mukerjee & Greg Walker                                            | 26 de outubro de 2018  | T13.20904        |
| 4            | 4            | "Doom Patrol" "(Patrulha do Destino)" (BR) | John Fawcett          | Geoff Johns                                                                                           | 2 de novembro de 2018  | T13.20905        |
| 5            | 5            | "Together" "(Juntos)" (BR)                 | John Fawcett          | Geoff Johns                                                                                           | 9 de novembro de 2018  | T13.20906        |
| 6            | 6            | "Jason Todd" "(Jason Todd)" (BR)           | Carol Banker          | Richard Hatem e Jeffrey David Thomas                                                                  | 16 de novembro de 2018 | T13.20907        |
| 7            | 7            | "Asylum" "(O Hospício)" (BR)               | Alex Kalymnios        | Bryan Edward Hill e Greg Walker                                                                       | 23 de novembro de 2018 | T13.20908        |
| 8            | 8            | "Donna Troy" "(Donna Troy)" (BR)           | David Frazee          | Richard Hatem & Marisha Mukerjee                                                                      | 30 de novembro de 2018 | T13.20909        |
| 9            | 9            | "Hank and Dawn" "(Hank e Dawn)" (BR)       | Akiva Goldsman        | Geoff Johns                                                                                           | 7 de dezembro de 2018  | T13.20910        |
| 10           | 10           | "Koriand'r" "(Koriand'r)" (BR)             | Maja Vrvilo           | Gabrielle Stanton                                                                                     | 14 de dezembro de 2018 | T13.20911        |
| 11           | 11           | "Dick Grayson" "(Dick Grayson)" (BR)       | Glen Winter           | Richard Hatem                                                                                         | 21 de dezembro de 2018 | T13.20912        |

### 2.ª Temporada (2019)
| N.º na série | N.º na temp. | Título                              | Dirigido por      | Escrito por                               | Lançamento             | Cód. de produção |
| ------------ | ------------ | ----------------------------------- | ----------------- | ----------------------------------------- | ---------------------- | ---------------- |
| 12           | 1            | "Trigon" "(Trigon)" (BR)            | Carol Banker      | Akiva Goldsman, Geoff Johns e Greg Walker | 6 de setembro de 2019  | T13.21651        |
| 13           | 2            | "Rose" "(Rose)" (BR)                | Nathan Hope       | Richard Hatem                             | 13 de setembro de 2019 | T13.21652        |
| 14           | 3            | "Ghosts" "(Fantasmas)" (BR)         | Kevin Tancharoen  | Tom Pabst                                 | 20 de setembro de 2019 | T13.21653        |
| 15           | 4            | "Aqualad" "(Atlante)" (BR)          | Glen Winter       | Jamie Gorenberg                           | 27 de setembro de 2019 | T13.21654        |
| 16           | 5            | "Deathstroke" "(Exterminador)" (BR) | Nick Gomez        | Bianca Sams                               | 4 de outubro de 2019   | T13.21655        |
| 17           | 6            | "Conner" "(Conner)" (BR)            | Alex Kalymnios    | Richard Hatem                             | 11 de outubro de 2019  | T13.21656        |
| 18           | 7            | "Bruce Wayne" "(Bruce Wayne)" (BR)  | Akiva Goldsman    | Bryan Edward Hill                         | 18 de outubro de 2019  | T13.21657        |
| 19           | 8            | "Jericho" "(Jericó)" (BR)           | Toa Fraser        | Kate McCarthy                             | 25 de outubro de 2019  | T13.21658        |
| 20           | 9            | "Atonement" "(Reparação)" (BR)      | Boris Mojsovski   | Jeffrey David Thomas                      | 1 de novembro de 2019  | T13.21659        |
| 21           | 10           | "Fallen" "(Atrás das Grades)" (BR)  | Kevin Sullivan    | Jamie Gorenberg                           | 8 de novembro de 2019  | T13.21660        |
| 22           | 11           | "E.L._.O." "(Missão Conjunta)" (BR) | Millicent Shelton | Bianca Sams                               | 15 de novembro de 2019 | T13.21661        |
| 23           | 12           | "Faux-Hawk" "(Rapina 2)" (BR)       | Larnell Stovall   | Tom Pabst                                 | 22 de novembro de 2019 | T13.21662        |
| 24           | 13           | "Nightwing" "(Asa Noturna)" (BR)    | Carol Banker      | Richard Hatem & Greg Walker               | 29 de novembro de 2019 | T13.21663        |

### 3.ª Temporada (2021)
| N.º na série | N.º na temp. | Título                                                                        | Dirigido por      | Escrito por                         | Lançamento             |
| ------------ | ------------ | ----------------------------------------------------------------------------- | ----------------- | ----------------------------------- | ---------------------- |
| 25           | 1            | "Barbara Gordon" "(Barbara Gordon)" (BR)                                      | Carol Banker      | Richard Hatem & Geoff Johns         | 12 de agosto de 2021   |
| 26           | 2            | "Red Hood" "(Capuz Vermelho)" (BR)                                            | Carol Banker      | Tom Pabst                           | 12 de agosto de 2021   |
| 27           | 3            | "Hank & Dove" "(Hank & Columba)" (BR)                                         | Millicent Shelton | Jamie Gorenberg                     | 12 de agosto de 2021   |
| 28           | 4            | "Blackfire" "(Estrela Negra)" (BR)                                            | Millicent Shelton | Stephanie Coggins                   | 19 de agosto de 2021   |
| 29           | 5            | "Lazarus" "(Lázaro)" (BR)                                                     | Boris Mojsovski   | Bryan Edward Hill                   | 26 de agosto de 2021   |
| 30           | 6            | "Lady Vic" "(Lady Vic)" (BR)                                                  | Nick Gomez        | Joshua Levy & Prathi Srinivasan     | 2 de setembro de 2021  |
| 31           | 7            | "51%" "(51%)" (BR)                                                            | Nick Gomez        | Kate McCarthy                       | 9 de setembro de 2021  |
| 32           | 8            | "Home" "(Casa)" (BR)                                                          | Larnell Stovall   | Tom Pabst                           | 16 de setembro de 2021 |
| 33           | 9            | "Souls" "(Alma)" (BR)                                                         | Boris Mojsovski   | Richard Hatem                       | 23 de setembro de 2021 |
| 34           | 10           | "Troubled Water" "(Água contaminada)" (BR)                                    | Larnell Stovall   | Melissa Brides                      | 30 de setembro de 2021 |
| 35           | 11           | "The Call Is Coming from Inside the House" "(Chamado de dentro de casa)" (BR) | Carol Banker      | Stephanie Coggins                   | 7 de outubro de 2021   |
| 36           | 12           | "Prodigal" "(Pródigo)" (BR)                                                   | Carol Banker      | Jamie Gorenberg & Bryan Edward Hill | 14 de outubro de 2021  |
| 37           | 13           | "Purple Rain" "(Chuva roxa)" (BR)                                             | Chad Lowe         | Richard Hatem & Greg Walker         | 21 de outubro de 2021  |

### 4.ª Temporada (2022-23)
| Parte 1 |    |                                                              |                  |                                                                    |                        |
| 38      | 1  | "Lex Luthor" "(Lex Luthor)" (BR)                             | Nick Copus       | Richard Hatem                                                      | 3 de novembro de 2022  |
| 39      | 2  | "Mother Mayhem" "(Matriarca do Caos)" (BR)                   | Nick Copus       | Bryan Edward Hill                                                  | 3 de novembro de 2022  |
| 40      | 3  | "Jinx" "(Soturna)" (BR)                                      | Boris Mojsovski  | Jamie Gorenberg                                                    | 10 de novembro de 2022 |
| 41      | 4  | "Super Super Mart" "(Super supermercado)" (BR)               | Boris Mojsovski  | Tom Pabst                                                          | 17 de novembro de 2022 |
| 42      | 5  | "Inside Man" "(Homem infiltrado)" (BR)                       | Jen McGowan      | Joshua Levy & Prathi Srinivasan                                    | 24 de novembro de 2022 |
| 43      | 6  | "Brother Blood" "(Irmão Sangue)" (BR)                        | Jen McGowan      | Richard Hatem                                                      | 1 de dezembro de 2022  |
| Parte 2 |    |                                                              |                  |                                                                    |                        |
| 44      | 7  | "Caul's Folly" "(Caul's Folly)" (BR)                         | Greg Walker      | Melissa Brides                                                     | 13 de abril de 2023    |
| 45      | 8  | "Dick & Carol & Ted & Kory" "(Dick, Carol, Ted & Kory)" (BR) | Greg Walker      | Tom Pabst                                                          | 13 de abril de 2023    |
| 46      | 9  | "Dude, Where's My Gar?" "(Cara, cadê meu Gar?)" (BR)         | Eric Dean Seaton | História por : Geoff Johns e Ryan Potter Roteiro por : Geoff Johns | 20 de abril de 2023    |
| 47      | 10 | "Game Over" "(Fim de jogo)" (BR)                             | Jesse Warn       | Bryan Edward Hill                                                  | 27 de abril de 2023    |
| 48      | 11 | "Project Starfire" "(Projeto Estelar)" (BR)                  | Nick Copus       | Jamie Gorenberg                                                    | 4 de maio de 2023      |
| 49      | 12 | "Titans Forever" "(Titãs para sempre)" (BR)                  | Nick Copus       | Richard Hatem                                                      | 11 de maio de 2023     |

## Produção

### Desenvolvimento
Um potencial projeto de uma série live-action dos Novos Titãs para a TNT foi anunciado em setembro de 2014. Em dezembro de 2014, um piloto escrito por Akiva Goldsman e Marc Haimes foi encomendado que apresentaria Dick Grayson emergindo da sombra do Batman para se tornar Asa Noturna, o líder de um bando de heróis incluindo Estelar, Ravena, Rapina e Columba e Oráculo. O piloto foi definido com filmagem para ocorrer em Toronto em meados de 2015. Em maio de 2015, o presidente da TNT, Kevin Reilly, disse que eles esperavam ter o elenco não revelado até no início das filmagens e que a série seria "muito verdadeira" para os quadrinhos e "inovadora". A série, seria chamada de Titans e depois Blackbirds, foi inicialmente definida para começar a ser filmada em Toronto em meados de 2015. A produção foi então adiada para outubro. Em janeiro de 2016, foi anunciado que a TNT não estaria mais avançando com o projeto. Em fevereiro de 2016, Geoff Johns declarou: "Nós [na DC] sabemos sobre [a TNT rejeitando Titãs] há meses e meses. Isso não é novidade para nós. Temos planos para os Titãs. É um grande pedaço de DC e temos planos."  Johns, que passou sete anos desenvolvendo o material com Goldsman, disse em outubro de 2018 que o projeto dependia da garantia dos direitos de Dick Grayson. Ele disse: "Você não poderia fazer Titãs sem Robin ... Então, houve muito trabalho de bastidores nisso." Projetos anteriores de Titãs foram prejudicados pelos direitos de Batman ser trancado .
Greg Walker e John Fawcett serão adicionados como produtores executivos a partir da segunda temporada.
Em abril de 2017, a Warner Bros. anunciou que "Titans" iria estrear em 2018 no próprio serviço digital direto da DC Comics. A série é desenvolvida por Akiva Goldsman, Johns, Greg Berlanti e Sarah Schechter, com Goldsman, Johns e Berlanti escrevendo o episódio piloto. As funções de showrunner foram atribuídas a Greg Walker. Todos também são produtores executivos da série para Weed Road Pictures e Berlanti Productions em associação com a Warner Bros. Television. Embora doze episódios tenham sido inicialmente anunciados, o décimo primeiro episódio foi anunciado como o final da primeira temporada em dezembro de 2018.
Antes da estreia da série na New York Comic Con em outubro de 2018, Titans foi renovado para uma segunda temporada e os elementos do décimo segundo episódio da primeira temporada foram movidos para a estreia da segunda temporada. A segunda temporada estreou em 6 de setembro de 2019, e consistiu em 13 episódios. A produção da 2ª temporada foi temporariamente suspensa em julho de 2019 devido à morte acidental do coordenador de efeitos especiais Warren Appleby; a estréia da segunda temporada é dedicada em sua memória.
DC confirmou uma terceira temporada em novembro de 2019, que estava programada para estrear no quarto trimestre de 2020, mas foi adiada em meio à pandemia de COVID-19. Para a terceira temporada, o diretor de criação da DC Jim Lee anunciou que a série seria transferida para a HBO Max. No DC FanDome em agosto de 2020, Walker revelou que a terceira temporada acontecerá em Gotham City e contará com aparições do Capuz Vermelho, Jonathan Crane e Barbara Gordon.

### Roteiro
Johns observou que a série foi inspirada principalmente nos quadrinhos dos Novos Titãs dos anos 80, já que a série de quadrinhos "tinha muito drama" e "era tão revolucionária para sua época". Ele acrescentou: "Nós realmente queríamos nos apoiar na ideia de que cada Titã desses Titãs é uma porta para outro gênero. Com Rachel [também conhecida como Ravena], é o sobrenatural e o terror, e a primeira temporada realmente se concentra em quem é Ravena e como os Titãs se galvanizam em torno dela." Johns também sentiu que a série seria "um pouco mais adulta" do que a série de televisão Riverdale, chamando-a de "não necessariamente um drama adolescente, [mas] mais uma peça de aventura". Ele disse isso em tom: "Queríamos fazer algo diferente de tudo o mais que existe. Queríamos chegar a um tom que não fosse tão acolhedor quanto alguns dos programas de DC foram, nem tão niilista quanto alguns dos filmes foram." Goldsman disse que, à medida que a série continua, ela vai perguntar "Como essas pessoas quebradas vão se manter coesas? Ou vão?" uma adição tardia ao script. Thwaites disse sobre a fala: "Achei que era perfeito... Este não é um programa sobre o Batman. É um programa sobre Dick."

### Escolha do elenco
No início de agosto de 2017, Teagan Croft foi escalada como Rachel Roth, seguida no final do mês com a escalação de Anna Diop como Kory Anders, e Brenton Thwaites como Dick Grayson. Antes da estreia da série, Diop reduziu sua presença nas redes sociais por causa de ataques racistas contra a sua escalação. O elenco principal da primeira temporada seria completado por Ryan Potter como Gar Logan, que foi anunciado em outubro de 2017. No início de setembro de 2017, Alan Ritchson e Minka Kelly foram escalados para os papéis recorrentes de Hank Hall e Dawn Granger, respectivamente. No final do mês, Lindsey Gort foi escalada como Amy Rohrbach. Em janeiro de 2018, Seamus Dever foi escalado para um papel não revelado que mais tarde seria revelado como Trigon, e um mês depois, membros da Patrulha do Destino foram anunciados com Bruno Bichir como Niles Caulder / O Chefe, April Bowlby como Rita Farr, Jake Michaels como Clifford "Cliff" Steele, e Matt Bomer como a voz de Larry Trainor. Curran Walters e Conor Leslie aparecem como Jason Todd e Donna Troy, respectivamente. Em agosto de 2018, Elliot Knight foi escalado como Don Hall.
Em fevereiro de 2019, foi anunciado que Joshua Orpin havia sido escalado  Conner para a segunda temporada. Depois que o personagem foi provocado por Johns, Esai Morales foi escalado como Exterminador em março de 2019, com Chella Man e Chelsea Zhang anunciados como seus filhos Jericho e Rose. Iain Glen foi escalado como Bruce Wayne / Batman em 11 de abril de 2019, marcando a primeira aparição física do personagem depois de ser retratado por dublês no final da primeira temporada. Em junho de 2019, Natalie Gumede e Drew Van Acker foram escalados como Mercy Graves e Garth, respectivamente. Em julho de 2019, Genevieve Angelson foi anunciada como cientista dos Laboratórios Cadmus, Dra. Eve Watson. Em agosto de 2019, foi revelado que Michael Mosley estava interpretando o Dr. Luz. No mesmo mês, Olunike Adeliyi anunciou em seu Instagram que ela havia se juntado ao elenco em um papel não revelado que mais tarde foi revelado como o dançarino burlesco Mati Matisse e Hanneke Talbot era revelado como Shimmer. Em setembro de 2019, foi revelado que Demore Barnes estava interpretando Wintergreen. Após a aparição do personagem em um trailer de outubro de 2019, Anna Diop confirmou em seu Instagram que Damaris Lewis interpretaria a irmã de Kory, Estrela Negra, o que também foi confirmado por Lewis.
Em dezembro de 2019, foi anunciado que Damaris Lewis havia sido promovido a regular da série na terceira temporada.

### Filmagens
As filmagens para a primeira temporada começaram em 15 de novembro de 2017, em Toronto, e Hamilton, Ontário, concluindo em 28 de junho de 2018. As filmagens para a segunda temporada começaram em 2 de abril de 2019, e concluídas em 8 de outubro de 2019. A produção foi suspensa devido à morte acidental do coordenador de efeitos especiais Warren Appleby em 18 de julho, mas foi retomada em 24 de julho de 2019. As filmagens da terceira temporada foram adiadas devido a pandemia de COVID-19 e está programado para começar no quarto trimestre de 2020.

## Lançamento

### Exibição
Depois que o primeiro episódio foi exibido em 3 de outubro de 2018, na New York Comic Con, Titans estreou oficialmente em 12 de outubro de 2018. A primeira temporada compreendeu onze episódios e cada episódio foi lançado semanalmente na DC Universe até o final da temporada ir ao ar em 21 de dezembro de 2018. Fora dos Estados Unidos, a primeira temporada tornou-se disponível para streaming via Netflix em 11 de janeiro de 2019.
A segunda temporada estreou em 6 de setembro de 2019 e concluída em 29 de novembro de 2019, composta por 13 episódios. Fora dos Estados Unidos, a segunda temporada tornou-se disponível para streaming via Netflix em 10 de janeiro de 2020.

### Mídia doméstica
A primeira temporada de Titans foi lançada digitalmente em 21 de março de 2019, e em DVD e Blu-Ray em 16 de julho de 2019. A segunda temporada foi lançada digitalmente e em DVD e Blu-Ray em 3 de março de 2020.

### No Brasil
Foi adquirida pelo SBT, estreando no dia 29 de junho de 2025 com transmissão aos domingos na faixa posterior ao Programa Silvio Santos, substituindo The Chosen.

## Recepção

### Resposta da crítica
O site Rotten Tomatoes, deu a primeira temporada da série um índice de aprovação de 80%, com uma classificação média de 6,66/10, baseado em 45 comentários. O consenso crítico do site disse: "Apesar de algumas dores de crescimento tonais, Titans faz justiça ao seu material de origem e realmente brilha quando seu conjunto titular finalmente se reúne." O Metacritic deu à primeira temporada da série uma pontuação de 55/100, baseado em oito críticas, indicando "críticas mistas ou médias".
Susana Polo do site Polygon, elogiou os Titans por "temperar violência brutal e assuntos obscuros com humor - e dando a seus personagens tempo suficiente para se esticar, respirar e se apegar um ao outro." Charlie Ridgely, do Comicbook.com, escreveu que Diop "transmite muita admiração e intriga com suas expressões sutis e genuínas, mas há uma ferocidade e tenacidade consistentes que estão sempre à espreita logo abaixo da superfície". do Nerdist Industries escreveu que o "elenco é tão bom que isso torna Titans tão agradável", enquanto elogiava o roteiro também. Merrill Barr da Forbes comparou o Titans com a série da emissora CW, Riverdale, descrevendo-a como "uma série sombria e corajosa" muito longe da imagem que os Jovens Titãs conseguiram através de uma variedade de animações nas últimas décadas". Barr argumentou que os telespectadores "que tomem o tom com calma e se encontrem no meio de uma série direcionada diretamente aos seus interesses". Rob Salkowitz da Forbes escreveu que Titãs "de alguma forma conseguiram entregar o tom sombrio e agourento que os primeiros filmes de DC tão visivelmente erraram".
Kevin Yeoman, da Screen Rant, criticou a excessiva violência da série, escrevendo que Titans não apresenta nenhum pensamento novo ou particularmente convincente sobre seus personagens ou sobre super-heróis em geral". Da mesma forma, Vinne Mancuso do canal de Youtube, Collider, disse que "se você é apenas fã de algumas histórias de ultra-violência e humor antiquado, a série não é um exemplo bem-sucedido disso".
O site Rotten Tomatoes deu a segunda temporada da série um índice de aprovação de 81%, baseado em 21 comentários. O consenso crítico do site disse: "Embora a segunda temporada de Titans sofra de uma ligeira queda no início, ela se reinicia rapidamente, aproveitando o impulso de sua primeira temporada enquanto estabelece uma estrutura fascinante para onde o show pode chegar."

### Prêmios e indicações
| Ano  | Prêmio                                      | Categoria                                          | Nomeado(s)                                                                            | Resultado | Ref.    |
| ---- | ------------------------------------------- | -------------------------------------------------- | ------------------------------------------------------------------------------------- | --------- | ------- |
| 2019 | Canadian Society of Cinematographers Awards | TV Drama Cinematografia                            | Boris Mojsovski por ("Pilot")                                                         | Venceu    | [ 109 ] |
| 2019 | Canadian Society of Cinematographers Awards | TV Series Cinematography                           | Brendan Steacy por ("Dick Grayson")                                                   | Indicado  | [ 109 ] |
| 2019 | Golden Trailer Awards                       | Melhor Trailer/Teaser para uma série de TV de Ação | Titans “So Dark (Deadpool)”, Warner Bros., WB Worldwide Television Marketing In House | Indicado  | [ 110 ] |
| 2019 | Teen Choice Awards                          | Melhor Ator de TV de Ação                          | Brenton Thwaites                                                                      | Indicado  | [ 111 ] |
| 2019 | American Society of Cinematographers Awards | Episode of a Series for Non-Commercial Television  | Brendan Steacy por ("Dick Grayson")                                                   | Indicado  | [ 112 ] |

## Outras mídias

### Spin-off
Em maio de 2018, o DC Universe anunciou que uma série live-action Doom Patrol havia recebido um pedido direto para a série como um spin-off para Titans. Apesar da ordem inicial e compartilhamento de personagens e atores, no entanto, Doom Patrol se passa em um universo diferente. Desenvolvido por Jeremy Carver (que escreveu o piloto) para a Warner Bros. Television e Berlanti Productions, a série apresenta o Chefe, Cliff Steele, Larry Trainor, Vic Stone, Rita Farr e Jane como os membros da Patrulha do Destino. April Bowlby, Matt Bomer e Brendan Fraser reprisam seus papéis como Rita, a voz de Larry e a voz de Cliff, enquanto Matthew Zuk e Riley Shanahan substituem Dwain Murphy e Jake Michaels para os retratos físicos de Larry e Cliff e Timothy Dalton substitui Bruno Bichir como o chefe. O elenco também foi acompanhado por Diane Guerrero como Jane, Joivan Wade como Vic e Alan Tudyk como Sr. Ninguém. A produção começou em agosto de 2018 e a série estreou em 15 de fevereiro de 2019.
As encarnações de Rita, Larry e Cliff de Doom Patrol deveriam aparecer no final da primeira temporada de Titans. Depois que o final original foi retirado da temporada, as aparições foram removidas.

### Universo Arrow
As encarnações dos Titans de Hank Hall, Jason Todd, Rachel Roth, Kory Anders e Dawn Granger fazem aparições no evento crossover do Universo Arrow, "Crisis on Infinite Earths", com Alan Ritchson, Curran Walters, Teagan Croft, Anna Diop e Minka Kelly aparecendo em seus respectivos papéis por meio de imagens de arquivo. O evento retrata Titans como sendo ambientados no mundo da Terra-9.